# A StarCraft univerzuma
A StarCraft világa a mi Tejútrendszerünk alternatívája, ahol egy Koprulu szerktornak nevezett területen folyik a játék és a regények története.
A Blizzard Entertainment számítógépes játékai a StarCraft univerzumban:
- RTS Stratégia: 	
  - StarCraft (1998)
  - StarCraft: Brood War (1998; a Saffire Entertainment stúdióval közösen készített kiegészítőlemez)
  - StarCraft: Insurrection (1998; kisebb küldetéslemez)
  - StarCraft: Retribution (1998, kisebb küldetéslemez a WizardWorks Software kiadásában)
  - StarCraft 64 (2000; a Nintendo 64 konzolgépre készítették)
  - StarCraft II (2007-ben jelentették be a folytatást, 2009-re tervezték a megjelenést, de 2010 közepére tolódott ki. Három különálló kampánycsomagban jelent meg)
    - StarCraft II: Wings of Liberty - A StarCraft II első kampánycsomagja, ahol a Terran faj küldetései érhetők el.
    - StarCraft II: Heart of the Swarm - A StarCraft II második kampánycsomagja, és kiegészítője, ahol a Zerg faj küldetései érhetők el.
    - StarCraft II: Legacy of the Void - A StarCraft II harmadik kampánycsomagja, és kiegészítője, ahol a Protoss faj küldetései érhetők el.
- Akció:	
  - StarCraft: Ghost (2002-ben kezdték, de 2006-ban leállították fejlesztését)

## Fajok
A StarCraft világában 3 játszható faj található: Csúcstechnológiát és az erőteljes pszionikus hatalmát vegyítő nemes Protoss, a rendkívül jól szervezett és falánk agresszor Zerg és a Földről száműzött "nemkívánatos" bűnözők, kiborgok és egyéb politikai menekültek generációiból kialakult talpraesett Terran. Az első két idegen fajt a titokzatos, letűnt Xel’naga hozta létre, akik a tökéletes életforma megteremtésén munkálkodtak a Tejútrendszerben.
Mindhárom civilizáció merőben más életszemlélettel, történelemmel és lehetőségekkel rendelkezik.

## Helyszínek és területek
A StarCraft történelmének 90%-a a Koprulu szektorban – más néven Terrán szektor – folyik, de szerepet kap benne a Föld is. (Az első két planéta a Terrán történelem részei):
Moria: Terrán gyarmat, a leggazdagabb nyersanyagokban az eredeti három közül, az Argo szállítóhajó landolási helye. A Kolónia a Kel-Moriai kartell fennhatósága alá tartozik. Moria volt az a bolygó, ahol Jim Raynor és Fenix elhelyezte a forrásokat Kerrigan felkelése számára a Korhal IV-et megszállás alatt tartó Egyesült Földi Tanács ellen.
Umoja: Terrán kolónia, az eredeti három egyike. A Reagan landolási és a Sarengo becsapódási helye. A független félmilitáns Umojai Protektorátus fennhatósága alá tartozik.
Korhal IV: Terrán kolónia mely fellázadt a Konföderáció ellen. Válaszul az egész bolygót lebombázták nukleáris sivataggá változtatva azt, és mutációkat előidézve a bolygó élővilágában, mint a scantidekben. A felkelés és a bombázás túlélői Korhal Fiai néven ismertek. A Konföderáció bukásának idején a bolygó alkalmas lett a visszatelepedésre. Arcturus Mengsk a Korhal Fiai vezére a Terran Domínium székhelyévé nevezte ki. A bolygó többször gazdát cserélt a Domínium, majd az Egyesült Földi Tanács között, és végül ismét a Domínium kezére került. A bombázások előtt Styrling, utánuk Augustgrad a főváros. Miután Arkturus Mengsk elbukott, egy nagyobb roham alá került, amit Raynor egységei és Artanis templomosai visszavertek. Augustgrad majdnem elbukott.
Chau Sara: egy félreeső, de ennek ellenére fontos terrán gyarmat. Azon bolygók egyike melyet a zergek az elsők között rohantak le. A bolygó mostani állapotáról keveset tudunk, kivéve, hogy a protossok tisztító hadjárata óta egy jégkorszak vette kezdetét, köszönhetően a nukleáris télnek. Ezek mellett a bolygó még a pályájáról is letért 4 fokkal. Ez is a protoss technológia és fegyverkezés erejét bizonyítja.
Mar Sara: félreeső terrán kolónia. A Chau Sara után rohanták le a zergek. Sorsa ugyan az lett, mint a Chau Sara-nak. Jim Raynor szülőbolygója.
Tarsonis: A Konföderáció központi fővilága. A Korhal Fiai rohanták le, majd a zergek vették át a hatalmat a bolygó felett. Mai állapota ismeretlen.
Antiga Prime: félreeső terrán kolónia. Az első bolygó mely nyíltan szembeszállt a Konföderációval a Korhal IV után. A felkelésért a Korhal Fiai volt a felelős. Az Antiga Prime-on folyó harcok alatt egy pszi-adó lett elhelyezve a Konföderáció bázisán, hogy a zergek elpusztítsák azt. A bolygó most élettelen. Ez a bolygó volt, ahova Edmund Duke tábornok lezuhant, majd a Korhal Fiai megmentették őt.
Dylar IV: fontos terrán kolónia, a Konföderáció egyik fő világa, ugyanakkor az Omega Század űrtámaszpontja is. Állítólag a zergek lerohanták, és a protossok nagy részben megtisztították. Azóta a terrán Domínium újrakolonizálta, és sok űrhajógyárat telepített bolygó körüli pályára, így újra csatacirkálókat építenek, és javítanak ott. Egy gyors akcióban az Egyesült Földi Tanács elrabolta a csatacirkálókat, és legyőzte a Domínium megtorló flottáját. Ez volt az első űrhajós csata a Domínium és az Egyesült Földi Tanács között. Az Igazgatóság elhagyta a szektort, így a Dylar IV helyzete nem tisztázott. A bolygó egy protoss kolónia volt, és állítólag vissza lett adva nekik.
Brontes: Konföderációs gyarmatvilág, amit a zerg raj inváziója pusztított el. Kevés az információ a jelenlegi helyzetéről.
Tyrador IX: Konföderációs gyarmatvilág. Helyzete nem ismert, de azt beszélik, hogy sikeresen elkerülte a zergeket. Ha még mindig lakott, akkor valószínű, hogy a Domínium fennhatósága alá tartozik.
Braxis: Egy kis világ, valószínű egy hold, amelyen korábban a Khyrador protoss kolónia volt, de később a Domínium fennhatósága alá került, mikor az Egyesült Földi Tanács megérkezett a Koprulu szektorba. A terrán gyarmatosítás kezdetének időpontja ismeretlen. Valószínűleg ez a legközelebbi csillagászati objektum a Földhöz, mert az Egyesült Földi Tanács flottái itt landoltak először. Itt állították fel a Tarsonisról elhozott pszi bomlasztót (Psi Disruptor) is.
Peremvilágok: Ezen világok lakói igen szegények, rosszul iskolázottak és elszigeteltek. Olcsó munkaerőnek használta őket a Konföderáció. Sokan közülük régi földi vallásokat követnek vagy új kultuszoknak hódolnak, hogy sivár létükből elmeneküljenek. Minden terrán lenézi őket. A zergek először nagy számú perem világot látogattak meg. A Konföderáció kiirtotta (genetikailag módosított pestissel) a fertőzött bolygók lakosságát. A népirtást kolera járványként próbálták leplezni.

### Idegen világok
Aiur: A protossok szülőbolygója. Buja dzsungelek és óceánok borítják a bolygót, de a zerg raj inváziója miatt minden protoss elmenekül ebből a világból. A Zerg Központi Tudat halálát követően a zergek tombolásba kezdtek, de az egyesült templomos erőknek sikerült ellentámadást végrehajtani a szétszórt fészekaljak ellen. A protossok visszaszerezték szülőbolygójukat, de azonnal el is vesztették, miután Amon átvette az uralmat a Khala fölött. A következő megszállás során Amont kiűzik a Khalaból elég időre, hogy Selendis és minden protoss elvágja magát a Khalatól, majd minden templomos és sötét templomos együtt újjáépíti a szülőbolygójukat.
Shakuras: Élettelen világ, amely réges-régen ide menekült protoss törzsek, a sötét templomosok lakhelye, a Konklávé jóvoltából. Mostanában azonban az "auiri" protoss túlélők is itt keresnek menedéket. A zergeket kiirtották az ősi Xel'Naga templomában egyesített Uraj és Khalis ikerkristályok hathatós együttesével. A protoss faj most ezen a bolygón lakik, és a Konklávé szétesése után próbál egymásra találni az évszázadokig külön életet élő fél... Miután Amon raja megszállja a bolygót, az új matriarcha - Raszagal lánya- úgy dönt, hogy nem fogja a zergeknek hagyni Shakurast, inkább elpusztítja azt a Xel'Naga templom túlterhelésével.
Zerus: a zergek szülőbolygója, közel fekszik a Tejútrendszer magjához. Egy zord hamuvilág, amelyet főképp rovarszerű életformák laktak. Mai állapota ismeretlen.
Char: egy idegen galaxisban található, a Zerus-nál is forrongóbb lávabolygó, amelynek gazdag nyersanyagait egykor a terrán bányászipar próbálta kiaknázni. A zergek átmeneti állomása volt, míg keresték a protossok szülőbolygóját, de miután meglelték azt, az inváziós hadsereg távozott, és csak Kerrigan fészekaljai maradtak hátra. A Zerg Központi Tudat bukása és a Fészekháborúk után ez a világ lett az újraegyesített zerg raj és a Pengék Királynőjének központja. Amon bukása után ismeretlen a zerg raj új központja, Zagara terveiről nem tudunk semmit.